# 覺羅三寶
三宝（？—？），康熙年间人。宁古塔贝勒之大贝勒德世库的五世孙，万宝之子，卓尔会之孙，祐兴阿之曾孙，素赫臣的四世孙，康熙皇帝玄烨的堂兄。康熙时任礼部侍郎，后因罪革职。

## 《康熙朝实录》中的记载
大学士马齐遵上□日会同都察院议奏礼部尚书王泽弘侍郎觉罗三宝等将索伦总管觉罗阿图、应在馆喂养之马匹、违例给与草料、在阿图家喂养又挟私题参监督萨拉倡寿、应将尚书王泽弘侍郎觉罗三宝王封溁李录予、俱各降二级调用查王泽弘觉罗三宝王封溁各有加级纪录应抵销。得上□日、王泽弘、着以原品休致。三宝、着革职。李录予、着降二级、从宽免调用余如议。

## 子女
- 伯秀，又称觉罗白秀，一品盛京将军